# ArmaLite AR-10
ArmaLite AR-10 — американская автоматическая винтовка, созданная в 1954—1955 годы Юджином Стоунером.
Винтовка AR-10 стала настоящим прорывом в области технологий и используемых материалов. Ствол, затвор и затворная рама AR-10 изготовлены из стали, однако ряд деталей выполнен из алюминиевого сплава, а цевьё, рукоятка и приклад — из ударопрочной пластмассы. Широкое применение лёгких сплавов и пластмассы в конструкции винтовки позволило уменьшить массу оружия.

## История
В начале 1950-х американская армия хотела принять на вооружение максимально лёгкую автоматическую винтовку под стандартный винтовочный патрон полной мощности. Использование алюминиевой ствольной коробки с запиранием ствола за пазы в его казённой части позволили добиться беспрецедентно низкой массы (AR-10 примерно равна СКС по весу без патронов и легче Springfield M1903), но для того, чтобы такое лёгкое и мощное оружие было управляемым, Стоунеру пришлось применить неординарные технические решения.
Для предотвращения увода (задирания) ствола вверх при стрельбе он расположил все движущиеся массы автомата и верхнюю часть приклада соосно со стволом, разработав для этого новую систему газоотвода, в которой поршневой узел был интегрирован в затворную группу (системы с действием пороховых газов непосредственно на затворную раму были известны и ранее, но в них точка приложения этого давления располагалась над затвором). Также он установил в прикладе буфер отдачи, растягивающий во времени передачу импульса тормозящей затворной рамы на автомат.
В результате в 1954 году получилась винтовка AR-10, производство которой было начато компанией ArmaLite (в то время входившей в состав корпорации Fairchild Aircraft Corporation).
Первые винтовки AR-10 участвовали в войсковых испытаниях на новую автоматическую винтовку для армии США и на новую автоматическую винтовку для голландской армии, но испытания не прошли, поскольку на испытаниях были выявлены дефекты конструкции (на вооружение армии США в 1957 году была принята винтовка M14, на вооружение голландской армии — FN FAL).
По результатам испытаний в конструкцию AR-10 были внесены некоторые изменения: вместо гладкого металлического цевья с перфорированными отверстиями было установлено пластмассовое цевьё; предусмотрена установка штык-ножа, оптического прицела (который устанавливался на рукоять для переноски оружия) и складных сошек. Кроме того, был создан карабин AR-10 с уменьшенной длиной ствола. Однако страны НАТО больше не проявляли заинтересованности в этом оружии.
Тем не менее, 4 июля 1957 года лицензия на производство AR-10 была передана компании Eurometal Zaandam, производство винтовки было решено начать на арсенале Artillerie Inrichtingen в городе Зандам на экспорт.
После того, как в 1957 году министерство обороны США объявило конкурс на новую пехотную автоматическую винтовку, был разработан новый образец AR-10 под патрон .222 Remington (в дальнейшем, на основе этого образца был создан образец ArmaLite AR-15 под 5,56-мм патрон .223 Remington, в 1960-е годы принятый на вооружение армии США под наименованием M16).
Инженеры ArmaLite и Artillerie Inrichtingen сконстуировали несколько экспериментальных прототипов AR-10 с ленточным питанием, получивших неофициальное обозначение AR-10 LMG (англ. Light Machine Gun). В одном из вариантов лента подавалась из короба для патронов емкостью 250 патронов, размещавшегося на спине стрелка. Все прототипы оружия с ленточным питанием столкнулись с многочисленными проблемами, связанными со сбоями в подаче и поломками деталей, которые так и не были полностью решены на этапе разработки оружия. Итогом стало расторжением контракта с A.I. В результате ни один вариант AR-10 LMG так и не поступил в продажу.
До 1961 года ArmaLite осуществляла мелкосерийное производство винтовки.
В 1980-е годы в США вновь началось производство модернизированной винтовки AR-10 в качестве гражданского и полицейского оружия. Винтовки производятся несколькими оружейными компаниями. Новые модели винтовки AR-10 разработаны с учётом опыта производства и эксплуатации AR-10 и AR-15, а отдельные детали — взаимозаменяемы с AR-15.

## Конструкция

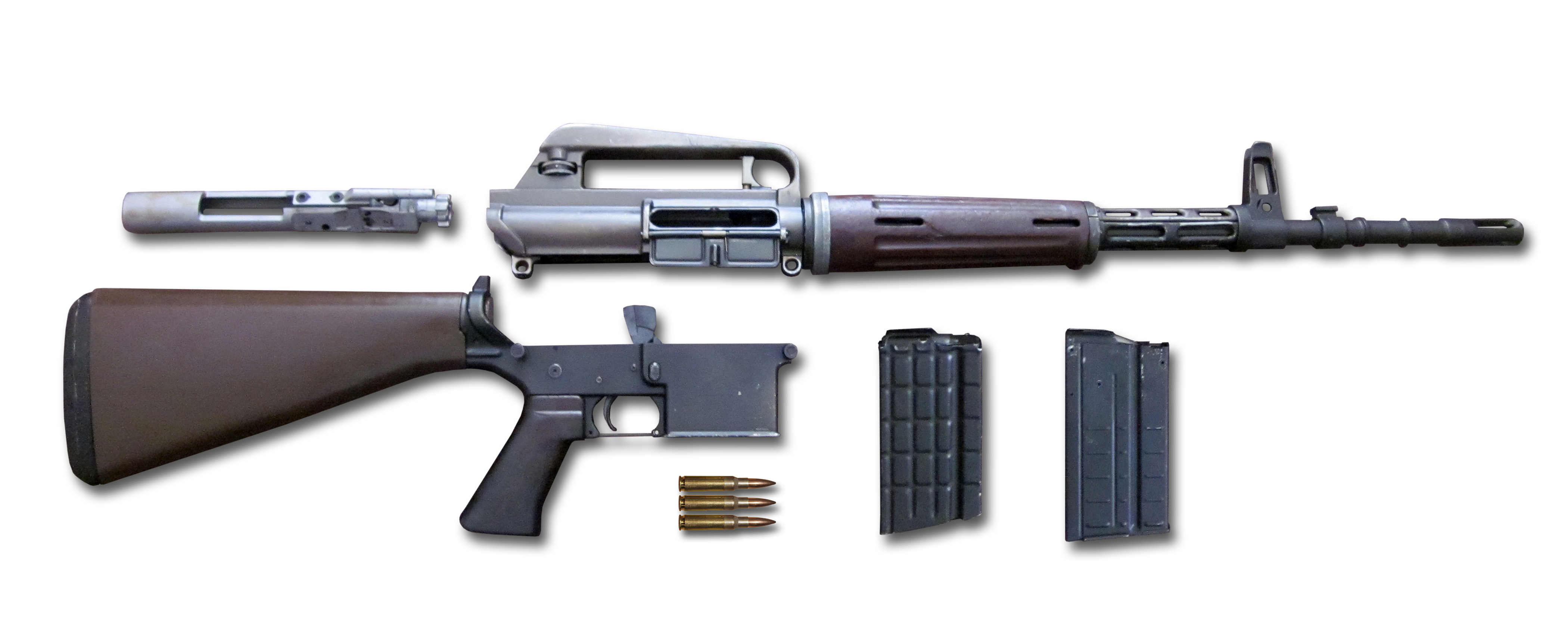
Разобранная ArmaLite AR-10

AR-10 — легкая газоотводная винтовка с воздушным охлаждением ствола и магазинным питанием, использующая поршень в затворной раме и запирание ствола поворотом затвора. Винтовка имеет традиционную компоновку: канал ствола и приклад расположены соосно, ствольная коробка из алюминиевого сплава, усиленные стекловолокном пистолетная рукоятка, цевьё и приклад. Следуя концепции снижения веса, в патенте США 2,951,424 конструктор указывает следующее:

Благодаря тому, что затворная рама работает как подвижный цилиндр, а затвор - как неподвижный поршень, отпадает необходимость в традиционном газовом цилиндре, поршне и толкателе.Оригинальный текст (англ.)By having the bolt carrier act as a movable cylinder and the bolt act as a stationary piston, the need for a conventional gas cylinder, piston and actuating rod assembly is eliminated.

Схема работы газоотводной системы AR-10

Хотя конструкция AR-10 была в основном оригинальной, она основывалась на ранее проверенных концепциях. От FAL она позаимствовала систему крепления верхней и нижней частей ствольной коробки на шарнире, позволяющую открывать винтовку для чистки, подобно ружью с переломным механизмом. Крышка окна для выброса стреляных гильз аналогична немецкой винтовке StG44 времен Второй мировой войны. Механизм запирания ствола похож на затвор винтовки M1941 Johnson (которая сама по себе является адаптацией затвора Remington Model 8, разработанного Браунингом). Схема расположения канала ствола и приклада на одной линии возникла на основе M1941 Johnson, немецкого лёгкого пулемета MG 13 и винтовки FG-42. Это улучшает контроль оружия и уменьшает подброс ствола при стрельбе очередями. Запирание ствола поворотом затвора, прямолинейный импульс отдачи и конструкция газоотводной системы наделяют AR-10 высокой кучностью стрельбы.
Оригинальная автоматика AR-10 (впоследствии получившая развитие в винтовках ArmaLite AR-15 и M16), разработанная Юджином Стоунером, обычно называется системой отвода пороховых газов с воздействием газов непосредственно на затворную раму (англ. direct impingement), однако она отличается от таковой. В патенте США 2,951,424 конструктор заявляет:

Это изобретение является настоящей газоотводной системой, использующей расширение пороховых газов, в отличие от традиционной системы, использующей давление газовОригинальный текст (англ.)This invention is a true expanding gas system instead of the conventional impinging gas system.

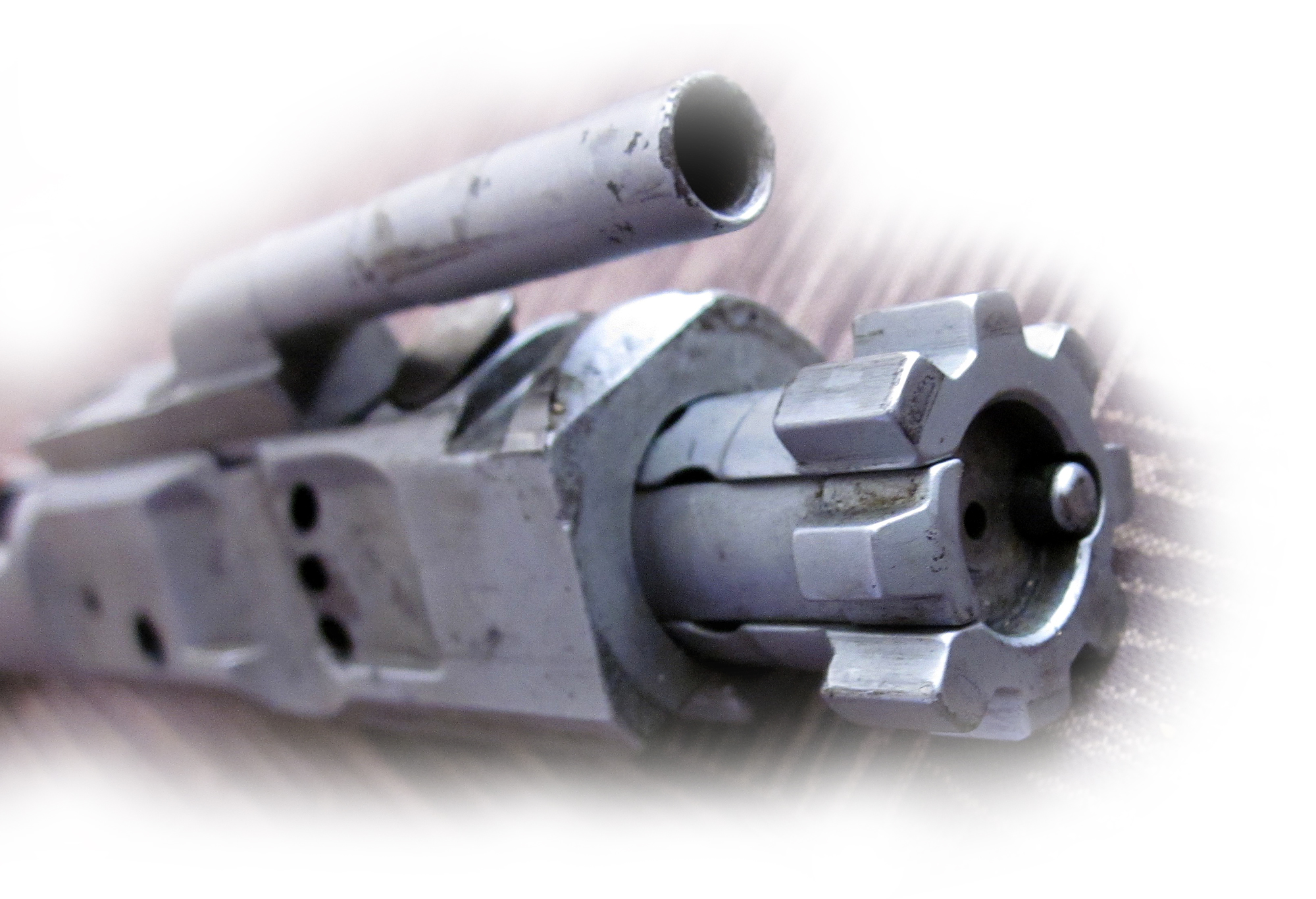
Затвор ArmaLite AR-10. Видны 7 боевых упоров

Конструкция газоотводной системы, затворной рамы и затворной задержки были новинкой для того времени. В большинстве винтовок с газоотводной автоматикой газы отводятся через отверстие в стенке ствола к поршню и цилиндру, расположенными рядом с этим отверстием. В конструкции Стоунера газы выходят из отверстие ближе к середине ствола и по стальной трубке поступают в ствольную коробку. Газы попадают в камеру внутри затворной рамы, образованную задней частью затвора и внутренней поверхностью затворной рамы. Затвор внутри затворной рамы снабжен поршневыми кольцами для удержания газов. Когда затворная рама отходит на небольшое расстояние назад, излишки газов отводятся через отверстия в ее боковой поверхности. Такое использование затвора и затворной рамы для раздельного действия поршня и газового цилиндра упростило конструкцию и снизило вес. Однако, надёжность работы газового двигателя Стоунера зависит от используемых боеприпасов, поскольку не имеет газового регулятора или клапана для настройки оружия под различные пороха, пули и длины ствола. Движение затворной рамы происходит по одной линии со стволом, что значительно повышает точность стрельбы, и упрощает удерживание винтовки на цели во время выстрела. Поскольку расположение приклада соосно со стволом привело к тому, что глаз стрелка оказывался значительно выше ствола, прицельные приспособления были установлены высоко, а целик и колесико поправок по высоте были откалиброваны под патрон 7,62 × 51 мм НАТО. Целик располагается в рукоятке для переноски, которая также защищала рукоятку взведения взвода. Внесение боковых поправок осуществляется смещением целика.

Упрощённая схема запирания ствола поворотом затвора

Ствольная коробка изготовлена из кованого и обработанного алюминия для снижения веса. Запирание ствола на 7 боевых упоров происходит не за упоры в ствольной коробке, а за пазы в казённой части ствола, что позволяет облегчить ствольную коробку, не снижая при этом прочности механизма запирания. На нескольких прототипах винтовки по настоянию Джорджа Салливана - президента компании ArmaLite - был установлен полностью алюминиевый ствол («Sullaloy»), однако после испытаний 1957 года в Спрингфилдском арсенале все серийные AR-10 стали оснащаться обычными стальными стволами. Приклад выполнен из армированного стекловолокном фенольного композита с сердечником из твердого пенопласта. Цевьё и пистолетная рукоятка также выполнены из армированного стекловолокном пластика. Компания Fairchild была производителем самолетов, и использование пластика, титана и алюминия было распространено в авиационной промышленности того времени, хотя обычно эти материалы не применялось в огнестрельном оружии.  

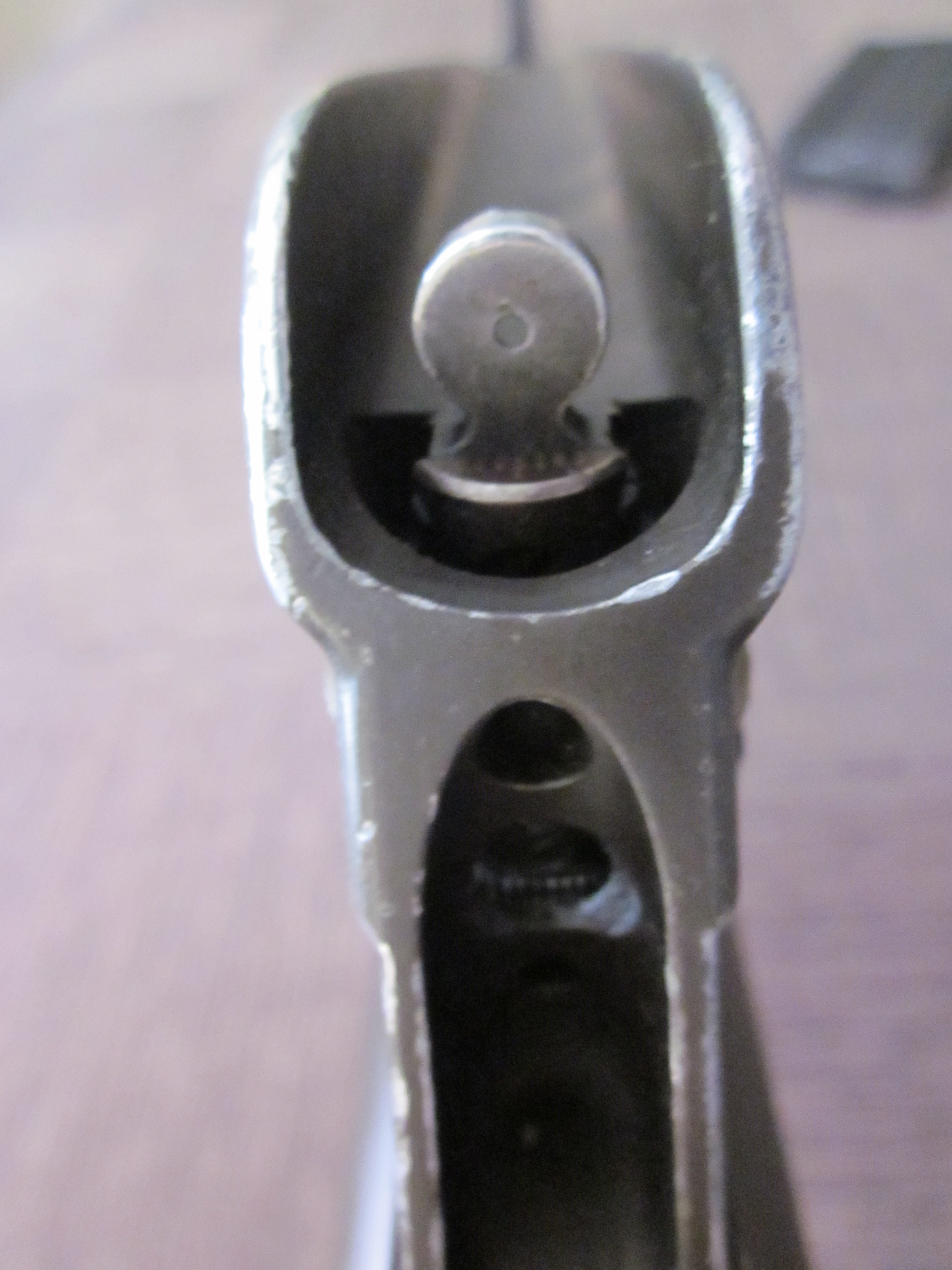
Диоптрический целик ArmaLite AR-10

## Варианты
- AR-10B — модель 1955 года, отличается от AR-10 использованием некоторых конструктивных элементов от M16 (прицельные приспособления, пламегаситель, пистолетная рукоятка, а также крепление цевья к ствольной коробке с использованием подпружиненного кольца).
- AR-10A2 — полуавтоматическая винтовка под патрон 7,62×51 мм НАТО со стволом из нержавеющей стали длиной 508 мм и рукоятью для переноски, комплектуется магазинами на 10 или 20 патронов[4].
- AR-10A2C — вариант AR-10A2 с укороченным до 488 мм стволом и телескопическим прикладом.
- AR-10A4 SPR — полуавтоматическая винтовка под патрон 7,62×51 мм НАТО со стволом из хромированной стали длиной 508 мм и планкой Пикатинни вместо интегрированной рукоятки для переноски[4]. Дополнительная планка для установки съёмной стойки мушки расположена на узле газоотвода. Имеется вариант под охотничий патрон .243 Winchester (6,2×52 мм).
- AR-10A4C — вариант с укороченным до 406 мм стволом и телескопическим прикладом[4].
- AR-10(T) — целевая полуавтоматическая винтовка с тяжёлым стволом улучшенной обработки из нержавеющей стали длиной 610 мм, цилиндрическим цевьём, крепящимся к ствольной коробке при помощи подпружиненного кольца изменённой конструкции, возможностью установки оптического прицела[4] и модернизированным ударно-спусковым механизмом.
- AR-10(T) Ultra Mag — вариант AR-10(T) под патрон .300 Remington Short Action Ultra Mag.
- AR-10T Super SASS — вариант AR-10(T) под патрон 7,62×51 мм с резьбой для установки глушителя, газовым регулятором, сошками, цевьём ArmaLite Floating Rail System и изменённым прикладом[12][13].
- несколько вариантов полуавтоматических винтовок небольшими партиями выпускает компания Windham Weaponry[14]

Другие варианты и копии AR-10:
- Brownells BRN-10 — в 2018 году на оружейной выставке Shot show в городе Лас-Вегас фирма Brownells Inc. из штата Айова представила демонстрационный образец винтовки, которая представляет собой точную копию AR-10, за исключением маркировки. В дальнейшем началось их серийное производство — они предлагаются в качестве реквизита для съемки кинофильмов и как гражданское оружие[15].
- Colt M.A.R.C.901 — винтовка от Colt’s Manufacturing Company[16].
- DPMS .308 — версии LRT-SASS, Oracle, Recon, MK12, NATO REPR от фирмы DPMS Panther Arms[17].
- HK G28 — винтовка Heckler & Koch[18].
- HK417 — винтовка Heckler & Koch c газовым поршнем и со стволами длиной 13″, 16,5″ и 20″[19].
- Les Baer .308 и Les Baer Monolith .308 — Les Baer[20][21].
- LUVO LA-10 и LA-11 — чешская линейка винтовок от компании LUVO Arms. Длина ствола: 10.5″, 14.5″, 16″, 18″ и 24″. Патроны: 6,5×55 мм, 7,62×51 мм, 7,5×55 мм, .338 Federal[22][23][24].
- KAC M110 SASS — марксманская винтовка от Knight’s Armament Company[25].
- PWS MK2 — вариант с длинным ходом поршня от компании Primary Weapons Systems из Айдахо[26].
- RA-5R — линейка винтовок от американской фирмы Rhino Arms[27].
- Remington R11 RSASS — винтовка от Remington[28].
- SIG 716 — разработка с газовым поршнем от американского подразделения концерна SIG Sauer[29][30]
- KAC SR-25 — винтовка от Knight’s Armament Company с оптическим прицелом и сошками «Harris»[2]; также Knight’s Armament Company выпускает гражданские винтовки KAC SR-25 ACC и KAC SR-25 APC[31][32].
- UDMC S7 — семейство винтовок от филиппинской компании United Defense Manufacturing Corporation.
- Ferfrans SOACR — винтовка от американо-филиппинской компании Ferfrans в двух версиях: прямым действием газа на головку затворной рамы и поршнем в газоотводной трубке[33].
- Ruger SR-762 — винтовка с газовым поршнем от фирмы Sturm, Ruger & Co.[34].
- Smith & Wesson M&P10 — самозарядная винтовка от компании Smith & Wesson.
- Зброяр Z-10 — самозарядная винтовка на основе конструкции AR-10, которую с 2012 года выпускает киевская компания ООО «Зброяр».

### Производство AR-10 в России

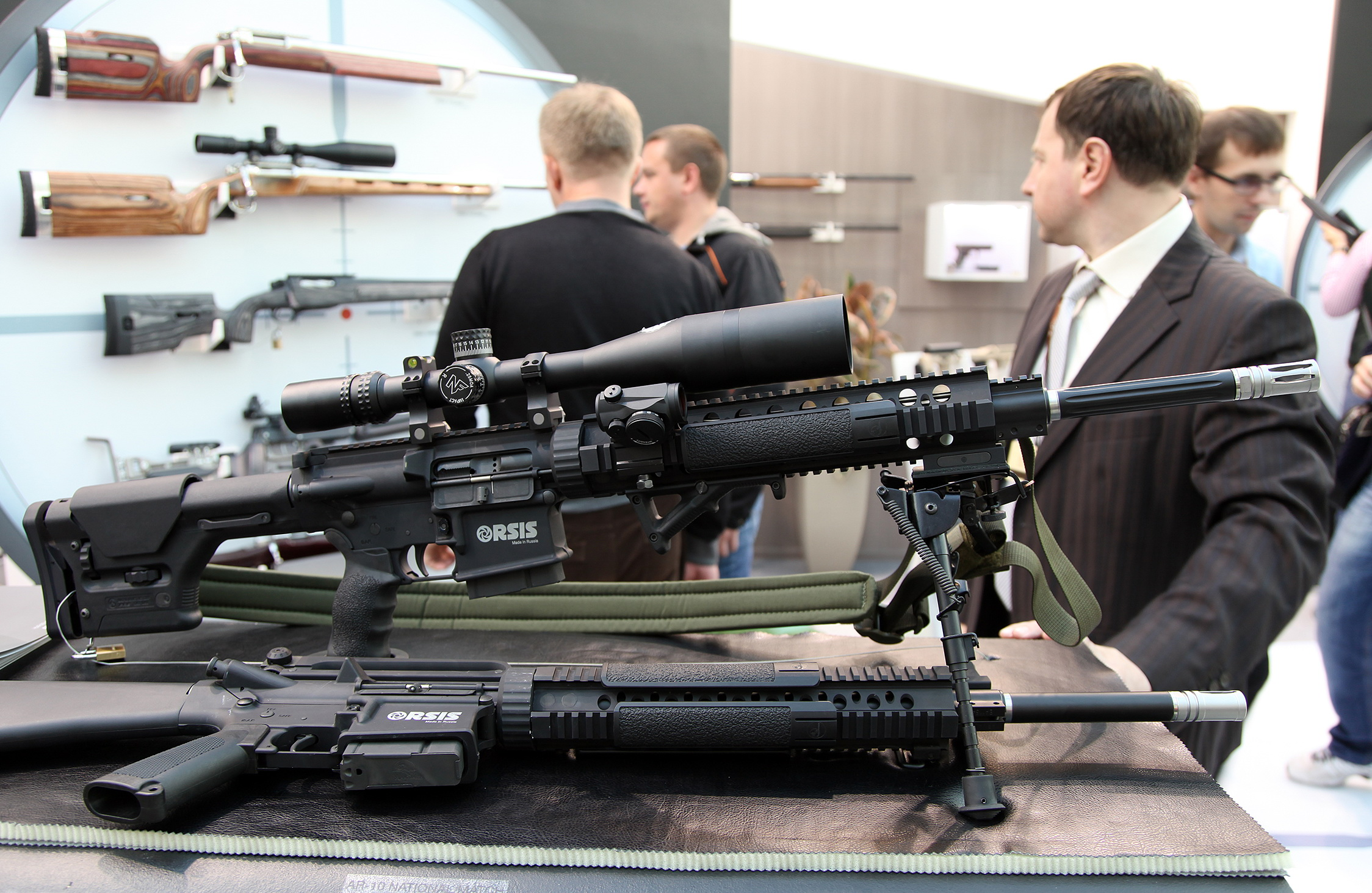
ORSIS AR-10 National Match на выставке Оружие и охота 2013

В разное время в России для нужд силовых ведомств и рынка гражданского оружия производились следующие варианты винтовки AR-10:
- Kurbatov Arms R-710[35]
- Lobaev Arms СМЕРШ[36]\LAR-10 «Счётчик»
- ORSIS AR-10 National Match[37] — винтовки выпускались под заказ с ноября 2013 года компанией «Промтехнологии». Сборка производилась из деталей компании ArmaLite, но со стволами производства ORSIS[38][39].
- Skat GM-15-10[40] — винтовки, собиравшиеся из иностранных комплектующих компанией ООО «Скат».
- Союз-ТМ STM-308[41] — представляет собой винтовку STM-15, адаптированную под патрон .308 Winchester[42].

## Страны-эксплуатанты
- Бирма — некоторое количество выпущенных до 1961 года AR-10 было закуплено в США[2][4][6]
- Гватемала — некоторое количество выпущенных до 1961 года AR-10 было закуплено в США[4]
- Никарагуа — некоторое количество выпущенных до 1961 года AR-10 было закуплено в США[6]
- Португалия — не менее 1500 шт.[2] AR-10 обр. 1954 года[4][43] находились на вооружении в 1960—1976 годы
- Судан — AR-10 обр. 1954 года[43] голландского производства[2] находилась на вооружении[4][6] в 1958—1985 годы